# Metal Gear Solid 3: Subsistence
Metal Gear Solid 3: Subsistence je proširena verzija igre Metal Gear Solid 3: Snake Eater za PlayStation 2 konzolu. Isto kao što je to slučaj s igrama Metal Gear Solid: Integral te Metal Gear Solid 2: Substance, Subsistence dodaje nekolicinu novih featurea, te uz bonus dodatak nekih elemenata koji su prije bili dostupni samo u pojedinim lokaliziranim verzijama igre.
Standardni Subsistence paket sadrži dva DVD diska. Prvi disk naziva Subsistence sadrži cijelu Snake Eater igru, uz dosta popravljenih bugova i nekim dodatnim sitnicama. Drugi disk, Persistence, sadrži sve bonus modove igre, sav dodatni materijal, uključujući i online modus igranja, pod nazivom Metal Gear Online.
Limited Edition verzija igre sadrži i treći DVD disk, Existence, koji sadrži sve animacije iz igre, editirane te spojene u film, trajanja tri sata i tridesetak minuta.
Bonus DVD s dokumentarcem Metal Gear Saga Vol. 1 su dobili svi koji su imali prednarudžbu igre u Sjevernoj Americi. Taj DVD sadrži filmove o cijelome Metal Gear serijalu, nekoliko intervjua s Hideom Kojimom i najnovije trailere MGS igara.

## Dodaci u odnosu na Snake Eater
- Nova kamera iz trećeg lica koja omogućuje puno bolju preglednost u odnosu na oni prijašnju. Moguće je vratiti i staru kameru u postavkama.
- Demo Theater, European Extreme razina težine, Duel Mode, novi nivoi Snake vs. Monkey igre.
- Nove kamuflaže i boje za lice, među kojima se mogu pronaći i zastave nekoliko zemalja.
- Igre Metal Gear i Metal Gear 2: Solid Snake.
- Mogućnost spajanja s igrom Metal Gear Acid 2.